# John Huang
John Huang (* 1. Februar 1914 in Südvietnam) ist ein niederländischer Supercentenarian. Er ist seit dem 11. März 2024 die älteste in den Niederlanden lebende Person.

## Leben
John Huang wuchs mit mehreren älteren Geschwistern in Südvietnam auf, wo er auch seine Schulzeit absolvierte. Im Jahr 1931 verließ seine Familie Vietnam und zog in die Niederlande, wo sie sich in Hilversum niederließ und dort wenige Jahre später ein Antiquitätengeschäft eröffnete. Huang arbeitete zunächst als Angestellter in mehreren Fabriken und war im Zweiten Weltkrieg als Soldat an der Westfront eingesetzt. Wenige Monate nach Ende des Krieges kehrte er nach Hilversum zurück. Ende der 1940er-Jahre heiratete er eine Niederländerin, mit der er mehrere Kinder bekam. Er war danach beruflich als Geschäftsmann tätig und führte später, nach dem Tod seiner Eltern, deren Antiquitätengeschäft weiter. Ende der 1970er-Jahre ging er in den Ruhestand.
Huang lebt bis heute in Hilversum. Seine Frau starb im Jahr 2021 im Alter von 93 Jahren. Wenige Monate später zog er mit 107 Jahren in eine Seniorenresidenz. Bis auf eine altersbedingte Makuladegeneration erfreut sich Huang im sehr hohen Alter bis heute einer guten Gesundheit. Mit seinem 110. Geburtstag am 1. Februar 2024 wurde er zum Supercentenarian. Seit dem Tod von Marina van der Es-Siewers im Alter von 111 Jahren am 11. März 2024 ist Huang die älteste in den Niederlanden lebende Person.